# Van-
Forstavelsen van- er meget gammel, den kommer af indoeuropæisk: *u-ono-s → germansk: *wana- → oldnordisk: van- . Stavelsen betyder: "mangle" eller "tom for" .

## Eksempler
- Vanris
- Vantro

## Note
1. ↑  Se også Ordbog over det danske sprog, hvor forstavelsen defineres sådan: "...præfiks med nægtende ell. forringende bet. (betegnende mangel, ophævelse, absolut modsætning, ringere, uheldig art ell. beskaffenhed)"